# Église Saint-Martin de Trazegnies
Pour les articles homonymes, voir église Saint-Martin.
L'église Saint-Martin est un édifice religieux classé datant du XVIe siècle situé à Trazegnies (Courcelles), en Belgique.

## Éléments architecturaux extérieurs
L'église Saint-Martin se situe sur un promontoire , à proximité d'un presbytère datant de 1757.
L’édifice est de type hennuyer du XVIe siècle. Il a connu plusieurs remaniements, notamment au niveau de la nef avec ses ogives de grandeurs inégales, la construction d’une tour en 1849 et la réfection du plafond du chœur au XIXe siècle.
L'église a été classée par A.R. du 13 juin 1944 avec son environnement : la cure et son portique, le porche d'entrée, le calvaire et l'ancien cimetière.

## Intérieur de l'église
Parmi les particularités remarquables du lieu, on note le monument funéraire de Jean III de Trazegnies, décédé en 1550, chevalier de la Toison d'or, et de son épouse Isabeau de Werchin. Unique en Europe, ce monument à deux ponts avec gisants et transi  a été sculpté par un carrier de la région du Centre dans des pierres extraites du banc du Centre (Ecaussinnes, Feluy et Arquenne).
On y trouve également le monument funéraire mural de Charles, marquis de Trazegnies décédé en 1635 et de son épouse Adrienne de Gavre, avec son manteau héraldique complet (armes et cimier).
On peut, enfin, y admirer le monument funéraire de Gillion-Othon (mort en 1669), marquis de Trazegnies et de Jacqueline de Lalaing, œuvre du sculpteur malinois Lucas Fayd'herbe, élève de P.P. Rubens.

### Chapelle Sainte-Anne (côté sud)
- Chaire de vérité, deuxième moitié du XVIIIe siècle - Louis XV, chêne
- Monument funéraire de Charles II de Trazegnies († 1635) et de son épouse Adrienne de Gavre († 1635)
- Confessionnal, XVIIIe siècle, chêne
- Autel dédié à Ste Anne - table d'autel avec le pélican nourrissant ses petits XIXe siècle, le prédelle et le retable avec têtes d'Angelots deuxième moitié du XVIIe siècle - bois marbré
- Monument funéraire de  Jean III de Trazegnies († 1550), chevalier de la Toison d'or [3] et de son épouse Isabeau de Werchin († 1559) (monument à deux ponts avec gisants et transi[4], œuvre d'un maître carrier de la région du centre) [5]

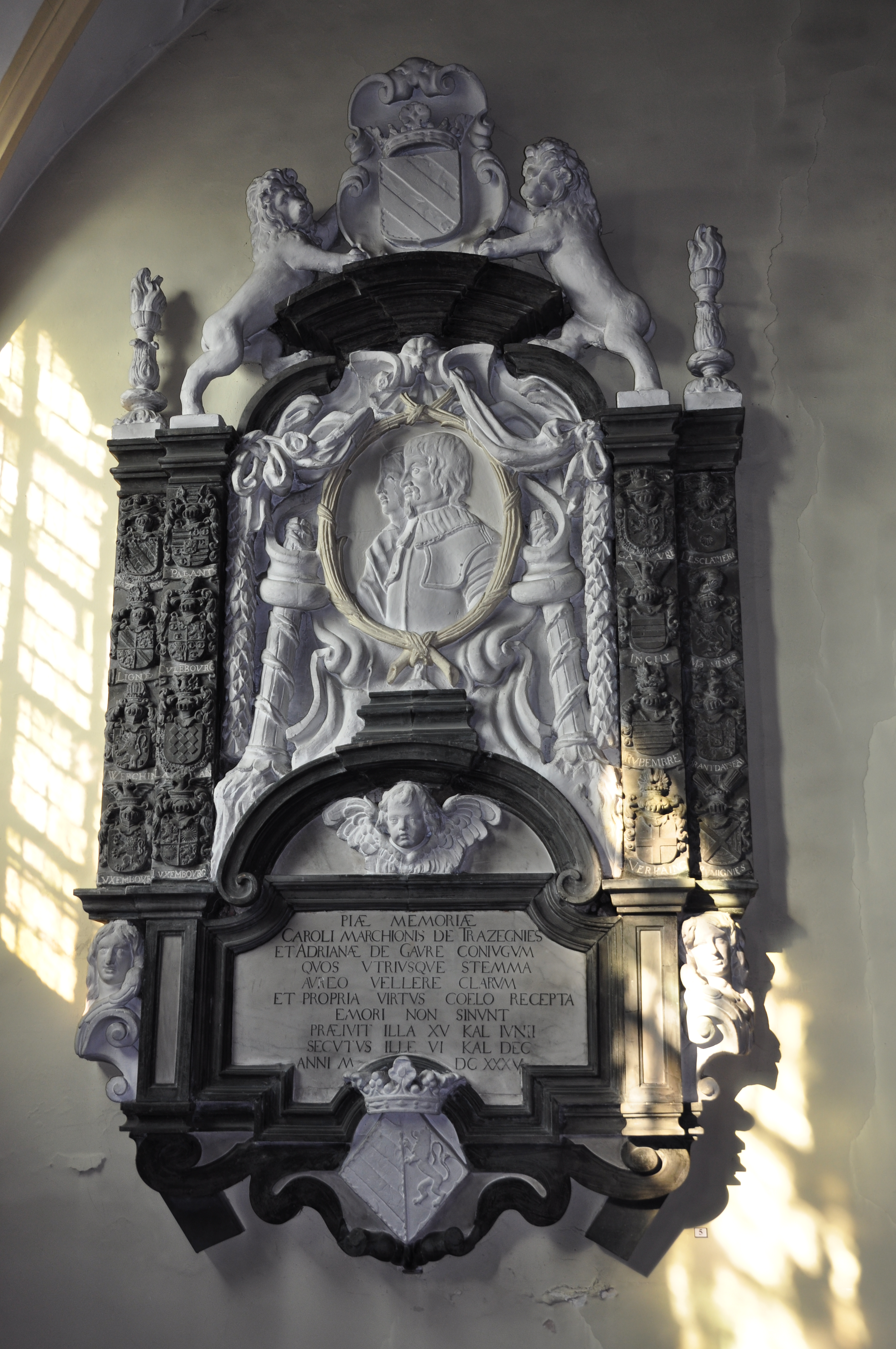
Monument funéraire de Charles II de Trazegnies et de son épouse Adrienne de Gavre
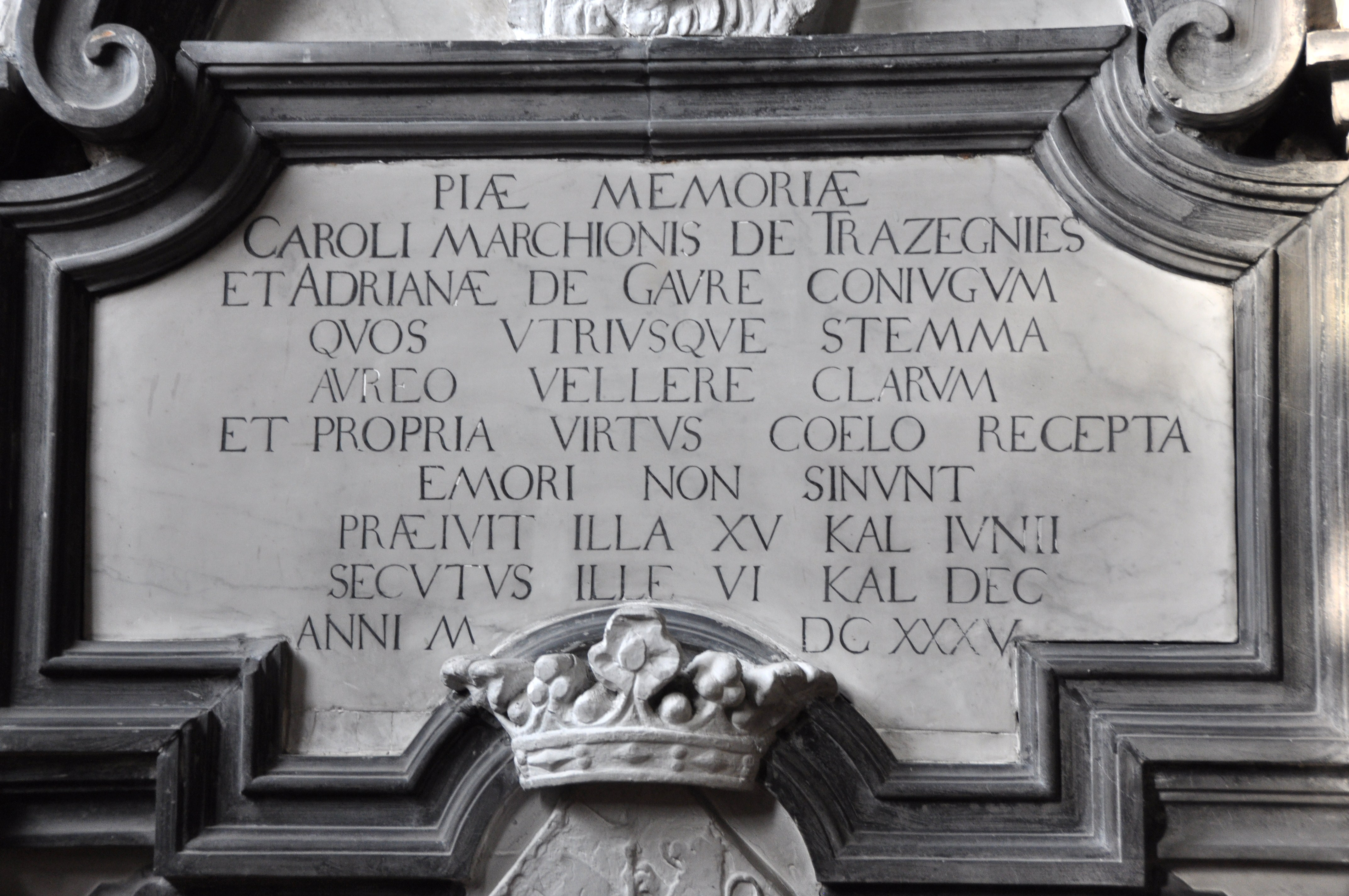
Détail de la plaque du monument funéraire de Charles II de Trazegnies et de son épouse Adrienne de Gavre
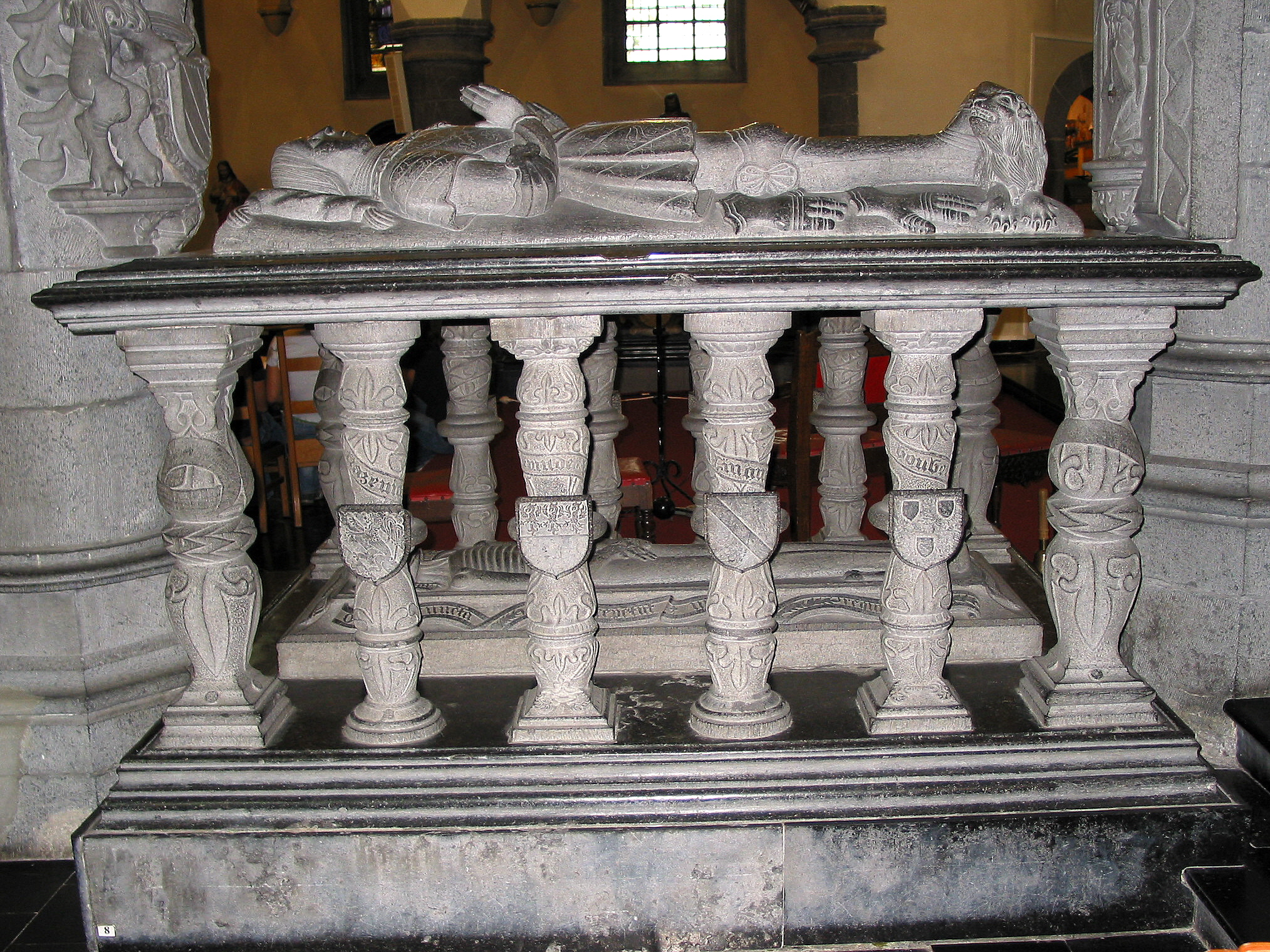
Gisant[6] de Jean III de Trazegnies et de son épouse Isabeau de Werchin (1550).
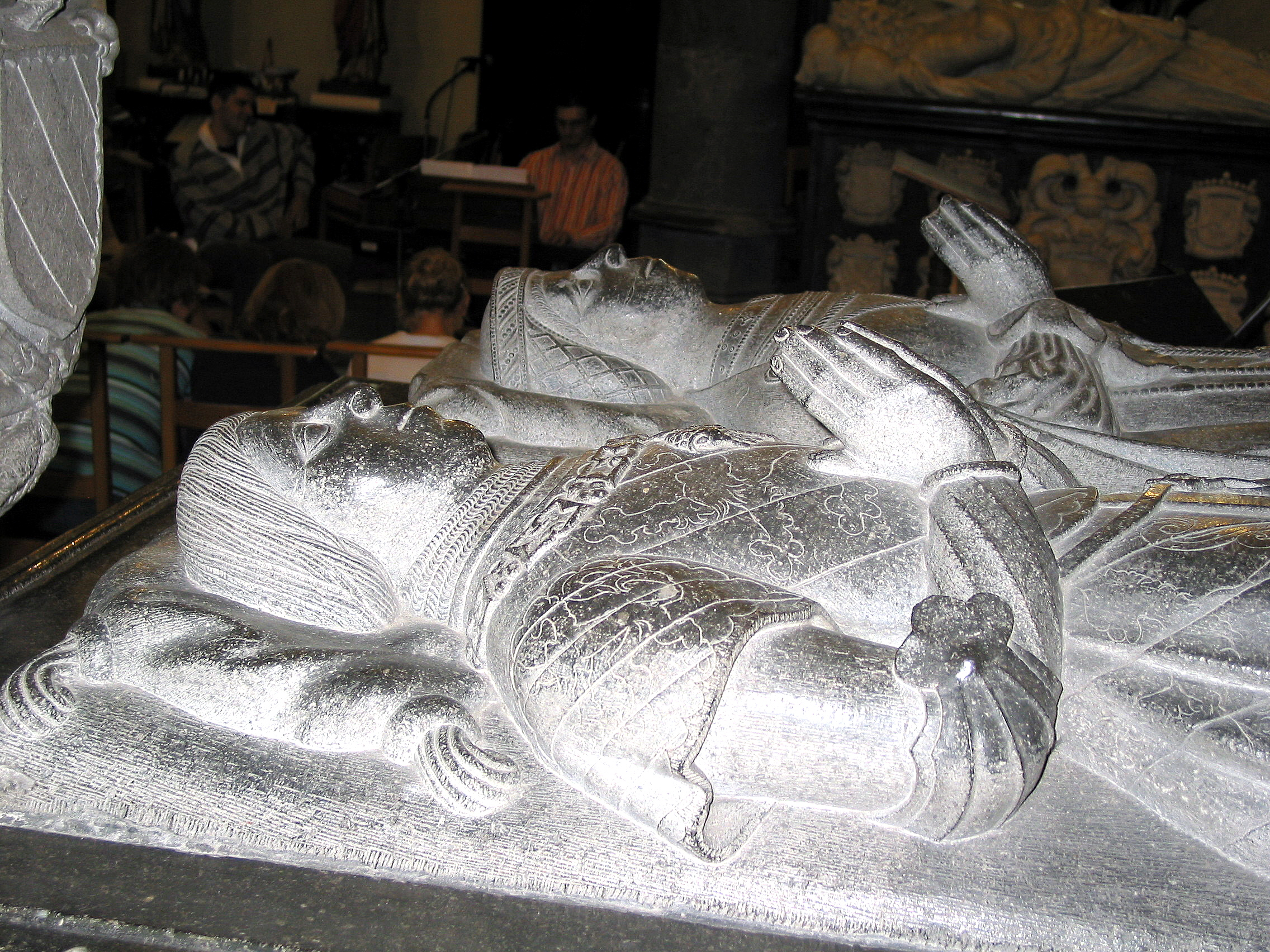
La partie haute du gisant[7] de Jean III de Trazegnies et de son épouse Isabeau de Werchin (1550).
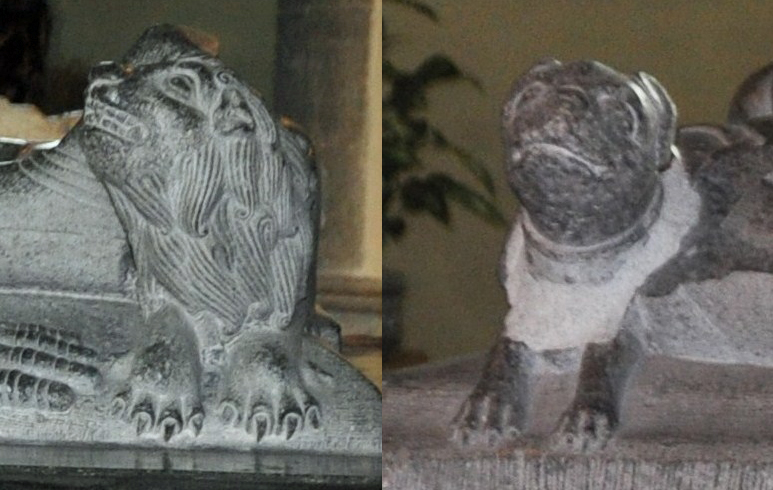
Le lion et le chien - détails aux pieds des gisants de Jean III et de son épouse Isabeau de Werchin
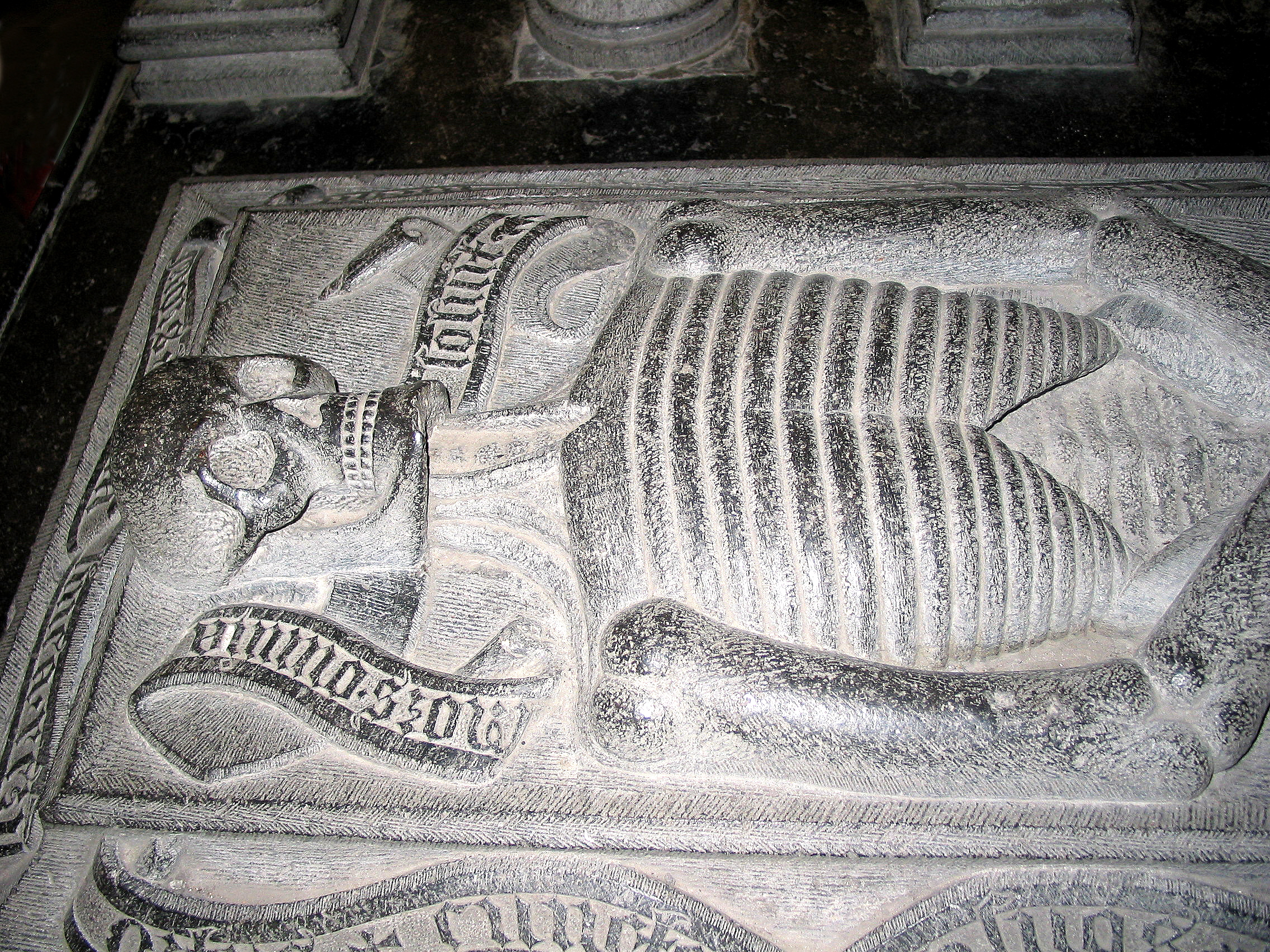
La partie basse (transi) du gisant de Jean III de Trazegnies et de son épouse Isabeau de Werchin (1550).

### Chœur

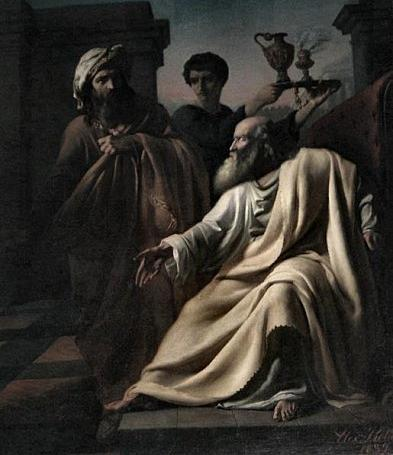
Alexandre Robert - Jacob recevant la robe ensanglantée de son fils Joseph. (toile terminée en 1841)

- Tableau : Jacob recevant la robe ensanglantée de son fils Joseph, peinture d'Alexandre Robert[10], (natif de Trazegnies) († 1890)
- Piscine liturgique ou Crédence XVe siècle - XVIe siècle, gothique, calcaire carbonifère
- Autel Majeur
  - devant d'autel avec Agneau de l'Apocalypse
  - sur tabernacle : Delta mystique avec l'Œil de Dieu
  - trône d'exposition avec Calices surmonté de l'hostie
  - au sommet : Christ en croix, fin du XVIIIe siècle, Louis XVI marbre rouge, gris et blanc
- Fonts baptismaux, troisième quart du XVIe siècle
- Autel en pierre du XVesiècle, (calcaire carbonifère de la région du Centre)
- Au-dessus du chœur, la croix triomphale, XVIe siècle, avec la Sainte Vierge et Saint Jean, bois du XVIe siècle

### Chapelle N. D. de Trazegnies (côté nord)

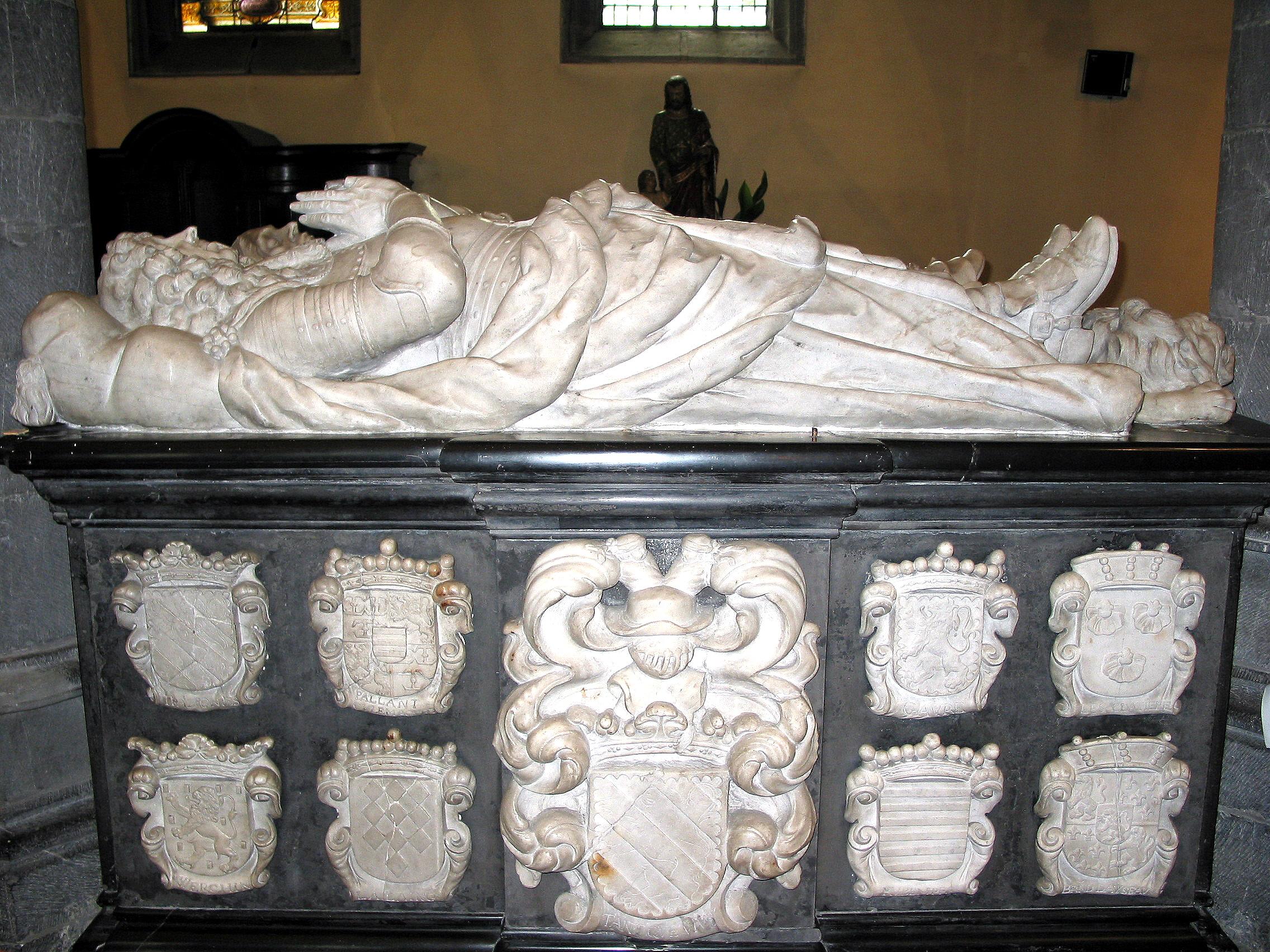
Gisant de Gillion-Othon de Trazegnies et de son épouse Jacqueline de Lalaing sculpté par Lucas Fayd'herbe (1669).

- Monument funéraire de Gillion-Othon Ier de Trazegnies († 1699), et de Jacqueline de Lalaing († 1672), œuvre du sculpteur malinois Lucas Fayd'herbe, élève de P.P. Rubens
- Autel dédié à la Sainte Vierge - N.D. de Trazegnies - moitié du XVIIIe siècle, Louis XV
  - autel orné de l'Agneau vexillifère
  - prédelle avec trois Angelots
  - bois peint, décors de rocailles, en partie dorée argentée.
- Le cénotaphe (origine : Prieuré d'Herlaimont)[11] élevé en 1783 en mémoire des Sires de Trazegnies
- Confessionnal, copie du XIXe siècle, chêne
- Monument funéraire de Messire Pierre de Letouf, comte de Sirot, tué à la bataille de Seneffe le 11 août 1674
- Lames funéraires[12]

### Jubé

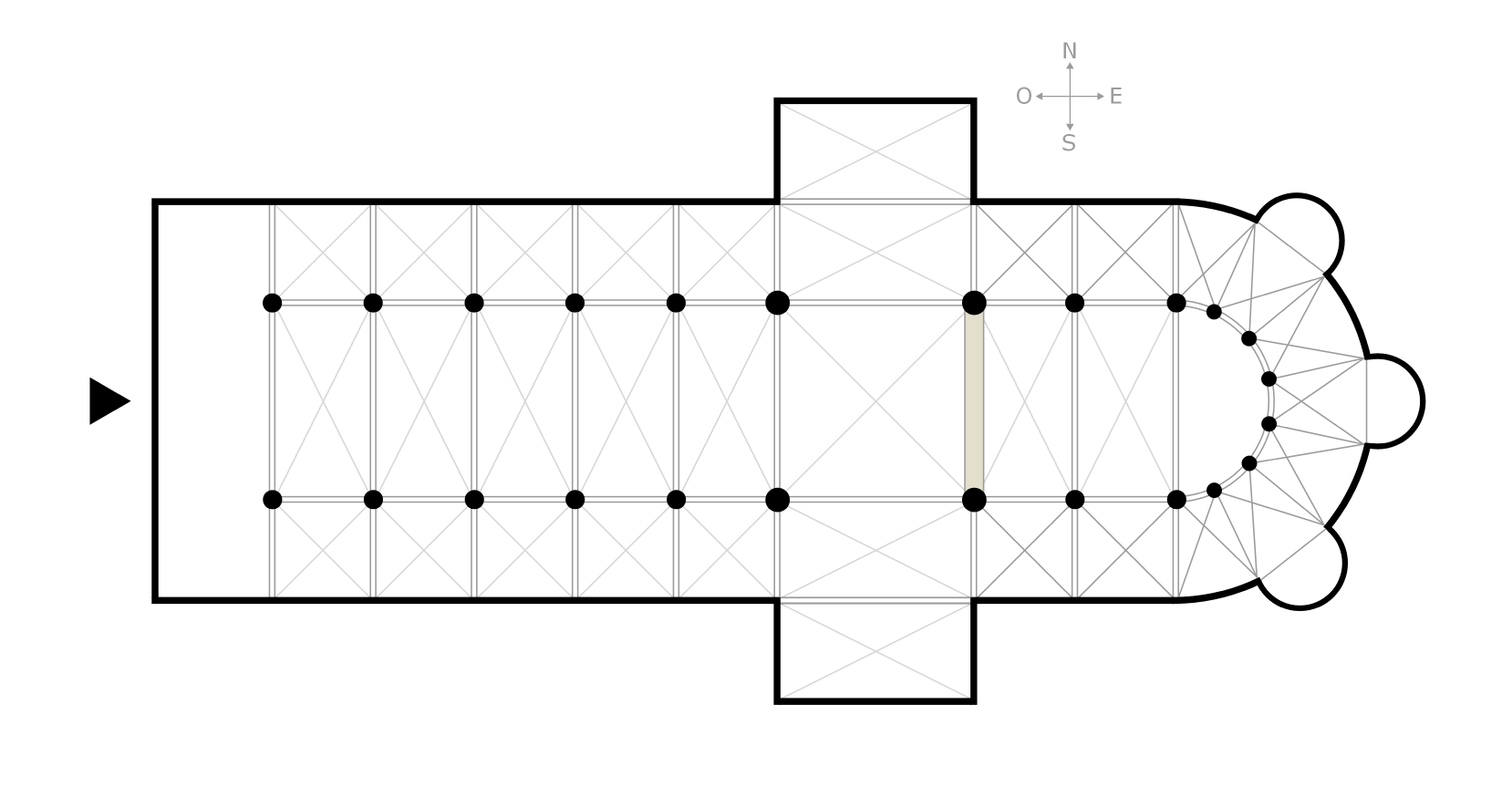
Emplacement du jubé dans une église

- Saint Martin (polychrome - XVIIIe siècle)
- Saint Denis de Paris, il porte sa tête dans ses mains (fin du XVe siècle - début du XVIe siècle, chêne)
- Un Ange tenant un phylactère - provenance d'une annonciation (XVe siècle, gothique, chêne)
- Saint Hubert, polychrome, fin du XVIIe siècle, chêne
- Saint Eloi (polychrome, XVIIe siècle)

### Articles connexes

de Trazegnies